# Papirus 37
Papirus 37 (według numeracji Gregory-Aland), oznaczany symbolem {\displaystyle {\mathfrak {P}}^{37}} – grecki rękopis Nowego Testamentu, spisany w formie kodeksu na papirusie. Paleograficznie datowany jest na III/IV wiek. Zawiera fragmenty Ewangelii Mateusza.

## Opis
Zachowały się jedynie fragmenty kodeksu z tekstem Ewangelii Mateusza 26,19-52. Oryginalne karty miały rozmiar 12 na 22 cm, tekst pisany w jednej kolumnie na stronę, 33 linijek w kolumnie, 40-50 liter w linii. Nomina sacra pisane są skrótami (ΚΕ ΙΗΣ ΠΝΑ ΙΗΣΥ).
Rękopis sporządzony został przez rękę wprawioną w pisaniu dokumentów.

## Tekst
Tekst grecki rękopisu reprezentuje tekst zachodni. Kurt Aland określił jego tekst jako „wolny” i zaklasyfikował do kategorii I. Tekst często jest zgodny z tekstem papirusu {\displaystyle {\mathfrak {P}}^{45}}.

## Historia
Fragmenty rękopisu odkryto w Fajum. Tekst rękopisu opublikowany został przez Henry'ego A. Sandersa w 1926 roku, następnie przez Schofielda. Ernst von Dobschütz umieścił go na liście rękopisów Nowego Testamentu, w grupie papirusów, dając mu numer 37.
Aland datował rękopis jest na III, albo IV wiek. Comfort na połowę III wieku.
Obecnie przechowywany jest w bibliotece Uniwersytetu w Michigan (Inv. no. 1570).